# Jeg blir' så bange
Jeg blir' så bange er en dansk børnefilm fra 1981, der er instrueret af Elisabeth Rygård efter manuskript af hende selv, Mette Knudsen og Katia Forbert Petersen.

## Handling
Fra 5-årige Rikke bliver hentet i børnehaven, til hun skal sove om aftenen, oplever hun forskellige ting, hun bliver bange for: Da hendes mor går i byen, og hun er alene hjemme, da hun skal på wc og tror, at der kommer slanger op af det, og da hun skal sove om aftenen og ligge alene i mørket.

## Medvirkende
- Ulla Koppel - Mor
- Henrik Larsen - Far
- Lena Ditte Smith - Rikke